# Suy giảm nhận thức sau hóa trị liệu
Suy giảm nhận thức sau hóa trị liệu (Post-chemotherapy cognitive impairment - PCCI) (còn được biết đến trong cộng đồng khoa học là "CRCIs hoặc Chemotherapy-Related Cognitive Impairments) mô tả sự suy giảm nhận thức có thể hình thành từ việc điều trị hóa trị liệu. Khoảng 20 đến 30% những người trải qua hóa trị liệu trải qua một số mức độ suy giảm nhận thức sau hóa trị. Hiện tượng này lần đầu tiên được đưa ra ánh sáng vì một số lượng lớn những người sống sót sau ung thư vú phàn nàn về những thay đổi trong trí nhớ, sự lưu loát và các khả năng nhận thức khác cản trở khả năng hoạt động của họ khi họ đã hóa trị trước.
Mặc dù nguyên nhân và sự tồn tại của suy giảm nhận thức sau hóa trị là một chủ đề tranh luận, các nghiên cứu gần đây đã xác nhận rằng suy giảm nhận thức sau hóa trị là một tác dụng phụ thực sự, có thể đo lường được của một số bệnh nhân. Mặc dù bất kỳ bệnh nhân ung thư nào cũng có thể bị suy giảm nhận thức tạm thời trong khi trải qua hóa trị liệu, bệnh nhân mắc PCCI vẫn tiếp tục gặp phải các triệu chứng này sau khi hóa trị hoàn tất. PCCI thường thấy ở bệnh nhân điều trị ung thư vú, ung thư buồng trứng, ung thư tuyến tiền liệt và các bệnh ung thư sinh sản khác, cũng như các loại ung thư khác cần điều trị tích cực bằng hóa trị.
Sự liên quan lâm sàng của PCCI rất có ý nghĩa, xem xét số lượng người sống sót ung thư lâu dài trong dân số ngày càng tăng, nhiều người trong số họ có thể đã được điều trị bằng cách sử dụng liều lượng mạnh các tác nhân hóa trị liệu, hoặc hóa trị liệu như một chất bổ trợ cho các hình thức điều trị khác. Ở một số bệnh nhân, nỗi sợ PCCI có thể ảnh hưởng đến quyết định điều trị. Tầm quan trọng của những thay đổi nhận thức liên quan đến hóa trị và tác động của chúng đối với các hoạt động của cuộc sống hàng ngày là không chắc chắn.